# Кастельнуово-ді-Валь-ді-Чечина
Кастельнуово-ді-Валь-ді-Чечина (італ. Castelnuovo di Val di Cecina) — муніципалітет в Італії, у регіоні Тоскана,  провінція Піза.
Кастельнуово-ді-Валь-ді-Чечина розташоване на відстані близько 200 км на північний захід від Рима, 70 км на південний захід від Флоренції, 70 км на південний схід від Пізи.
Населення — 2271 особа (2014).

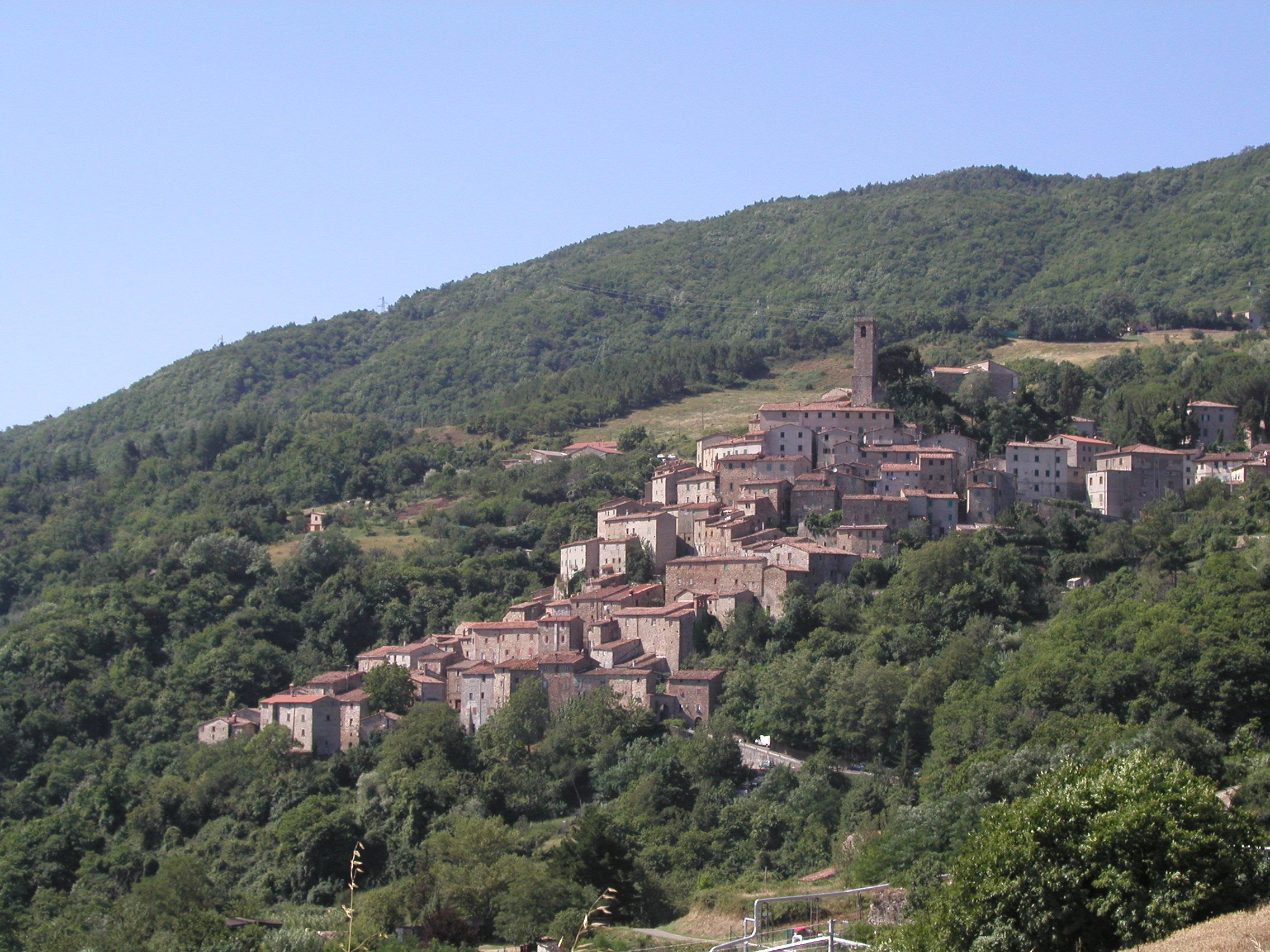

Щорічний фестиваль відбувається 9 листопада. Покровитель — San Salvatore.

## Демографія
Населення за роками:

Станом на 1 січня 2023 року в муніципалітеті офіційно проживали 374 іноземці з 20 країн, серед них 52 громадяни країн Євросоюзу та 6 громадян України.

## Сусідні муніципалітети
- Казоле-д'Ельса
- Монтеротондо-Мариттімо
- Монтієрі
- Помаранче
- Радікондолі